# Tina Punzel
Tina Punzel (Dresde, 1 de agosto de 1995) es una deportista alemana que compite en saltos de trampolín.
Participó en dos Juegos Olímpicos de Verano, obteniendo una medalla de bronce en Tokio 2020, en la prueba de trampolín sincronizado (junto con Lena Hentschel), y el séptimo lugar en Río de Janeiro 2016, en la misma prueba.
Ganó una medalla de bronce en el Campeonato Mundial de Natación de 2019 y veintidós medallas en el Campeonato Europeo de Natación entre los años 2013 y 2022.

## Palmarés internacional
| Juegos Olímpicos   | Juegos Olímpicos        | Juegos Olímpicos  | Juegos Olímpicos           |
| Año                | Lugar                   | Medalla           | Prueba                     |
| ------------------ | ----------------------- | ----------------- | -------------------------- |
| 2020               | Tokio (Japón)           | Medalla de bronce | Trampolín 3 m sincro       |
| Campeonato Mundial |                         |                   |                            |
| Año                | Lugar                   | Medalla           | Prueba                     |
| 2019               | Gwangju (Corea del Sur) | Medalla de bronce | Trampolín 3 m sincro mixto |
| Campeonato Europeo |                         |                   |                            |
| Año                | Lugar                   | Medalla           | Prueba                     |
| 2013               | Rostock (Alemania)      | Medalla de oro    | Trampolín 3 m              |
| 2013               | Rostock (Alemania)      | Medalla de plata  | Equipo mixto               |
| 2014               | Berlín (Alemania)       | Medalla de plata  | Trampolín 3 m sincro       |
| 2014               | Berlín (Alemania)       | Medalla de bronce | Trampolín 3 m              |
| 2014               | Berlín (Alemania)       | Medalla de bronce | Equipo mixto               |
| 2015               | Rostock (Alemania)      | Medalla de plata  | Trampolín 3 m sincro       |
| 2015               | Rostock (Alemania)      | Medalla de bronce | Trampolín 3 m              |
| 2017               | Kiev (Ucrania)          | Medalla de plata  | Trampolín 3 m sincro       |
| 2017               | Kiev (Ucrania)          | Medalla de bronce | Trampolín 3 m sincro mixto |
| 2018               | Glasgow (Reino Unido)   | Medalla de oro    | Trampolín 3 m sincro mixto |
| 2018               | Glasgow (Reino Unido)   | Medalla de plata  | Trampolín 3 m sincro       |
| 2018               | Glasgow (Reino Unido)   | Medalla de bronce | Trampolín 3 m              |
| 2019               | Kiev (Ucrania)          | Medalla de oro    | Equipo mixto               |
| 2019               | Kiev (Ucrania)          | Medalla de plata  | Trampolín 3 m sincro       |
| 2019               | Kiev (Ucrania)          | Medalla de plata  | Trampolín 3 m sincro mixto |
| 2019               | Kiev (Ucrania)          | Medalla de bronce | Trampolín 3 m              |
| 2021               | Budapest (Hungría)      | Medalla de oro    | Trampolín 3 m              |
| 2021               | Budapest (Hungría)      | Medalla de oro    | Trampolín 3 m sincro       |
| 2021               | Budapest (Hungría)      | Medalla de plata  | Trampolín 3 m sincro mixto |
| 2021               | Budapest (Hungría)      | Medalla de bronce | Equipo mixto               |
| 2022               | Roma (Italia)           | Medalla de oro    | Trampolín 3 m sincro       |
| 2022               | Roma (Italia)           | Medalla de oro    | Trampolín 3 m sincro mixto |